# Могадор (Охајо)
Могадор (енгл. Mogadore) град је у америчкој савезној држави Охајо.

## Демографија
По попису из 2010. године број становника је 3.853, што је 40 (-1,0%) становника мање него 2000. године.
| Група             | 2000.         | 2010.         |
| Белци             | 3.833 (98,5%) | 3.742 (97,1%) |
| Афроамериканци    | 7 (0,2%)      | 10 (0,3%)     |
| Азијати           | 6 (0,2%)      | 10 (0,3%)     |
| Хиспаноамериканци | 10 (0,3%)     | 33 (0,9%)     |
| Укупно            | 3.893         | 3.853         |